# 7451 Вербицька
7451 Вербицька (7451 Verbitskaya) — астероїд головного поясу, відкритий 8 серпня 1978 року.
Тіссеранів параметр щодо Юпітера — 3,277.